# Ensign N177
O  N177  é o modelo da Ensign na Fórmula 1 das temporadas de: 1977, 1978 e 1979 (4 GPs). Foi guiado por Clay Regazzoni, Jacky Ickx, Patrick Tambay, Danny Ongais, Lamberto Leoni, Derek Daly, Nelson Piquet, Harald Ertl e Brett Lunger.

## Resultados[1]
(legenda) 
| Ano  | Chassi | Motor                | N° | Pilotos        | 1     | 2     | 3    | 4     | 5     | 6    | 7     | 8    | 9    | 10    | 11    | 12    | 13    | 14    | 15   | 16    | 17    | Pontos | Posição  |  |
| ---- | ------ | -------------------- | -- | -------------- | ----- | ----- | ---- | ----- | ----- | ---- | ----- | ---- | ---- | ----- | ----- | ----- | ----- | ----- | ---- | ----- | ----- | ------ | -------- |  |
|      |        |                      |    |                |       |       |      |       |       |      |       |      |      |       |       |       |       |       |      |       |       |        |          |  |
|      |        |                      |    |                | ARG   | BRA   | RSA  | USW   | ESP   | MON  | BEL   | SWE  | FRA  | GBR   | GER   | AUT   | NED   | ITA   | USA  | CAN   | JPN   |        |          |  |
| 1977 | N177   | Ford Cosworth DFV V8 | 22 | Clay Regazzoni | 6 G   | Ret G | 9 G  | Ret G | Ret G | NQ G | Ret G | 7 G  | 7 G  | NQ G  | Ret G | Ret G | Ret G | 5 G   | 5 G  | Ret G | Ret G | 10     | 10°      |  |
| 1977 | N177   | Ford Cosworth DFV V8 | 22 | Jacky Ickx     |       |       |      |       |       | 10 G |       |      |      |       |       |       |       |       |      |       |       | 10     | 10°      |  |
| 1977 | N177   | Ford Cosworth DFV V8 | 23 | Patrick Tambay |       |       |      |       |       |      |       |      |      | Ret G | 6 G   | Ret G | 5 G   | Ret G | NQ G | 5 G   | Ret G | 10     | 10°      |  |
|      |        |                      |    |                |       |       |      |       |       |      |       |      |      |       |       |       |       |       |      |       |       |        |          |  |
|      |        |                      |    |                | ARG   | BRA   | RSA  | USW   | MON   | BEL  | ESP   | SWE  | FRA  | GBR   | GER   | AUT   | NED   | ITA   | USA  | CAN   |       |        |          |  |
| 1978 | N177   | Ford Cosworth DFV V8 | 22 | Danny Ongais   | Ret G | Ret G |      |       |       |      |       |      |      |       |       |       |       |       |      |       |       | 1      | 13°      |  |
| 1978 | N177   | Ford Cosworth DFV V8 | 22 | Lamberto Leoni |       |       | NQ G | NQ G  |       |      |       |      |      |       |       |       |       |       |      |       |       | 1      | 13°      |  |
| 1978 | N177   | Ford Cosworth DFV V8 | 22 | Jacky Ickx     |       |       |      |       | Ret G | 12 G | Ret G | NQ G |      |       |       |       |       |       |      |       |       | 1      | 13°      |  |
| 1978 | N177   | Ford Cosworth DFV V8 | 22 | Derek Daly     |       |       |      |       |       |      |       |      | NQ G | Ret G |       | DSQ G | Ret G | 10 G  | 8 G  | 6 G   |       | 1      | 13°      |  |
| 1978 | N177   | Ford Cosworth DFV V8 | 22 | Nelson Piquet  |       |       |      |       |       |      |       |      |      |       | Ret G |       |       |       |      |       |       | 1      | 13°      |  |
| 1978 | N177   | Ford Cosworth DFV V8 | 23 | Lamberto Leoni | Ret G | Ret G |      |       |       |      |       |      |      |       |       |       |       |       |      |       |       | 1      | 13°      |  |
| 1978 | N177   | Ford Cosworth DFV V8 | 23 | Brett Lunger   |       |       |      |       |       |      |       |      |      |       |       |       |       |       | 13 G |       |       | 1      | 13°      |  |
| 1978 | N177   | Ford Cosworth DFV V8 | 23 | Harald Ertl    |       |       |      |       |       |      |       |      |      |       | 11 G  | Ret G | NPQ G | NPQ G |      |       |       | 1      | 13°      |  |
|      |        |                      |    |                |       |       |      |       |       |      |       |      |      |       |       |       |       |       |      |       |       |        |          |  |
|      |        |                      |    |                | ARG   | BRA   | RSA  | USW   | ESP   | BEL  | MON   | FRA  | GBR  | GER   | AUT   | NED   | ITA   | CAN   | USA  |       |       |        |          |  |
| 1979 | N177   | Ford Cosworth DFV V8 | 22 | Derek Daly     | 11 G  | 13 G  |      |       | NQ G  | NQ G |       |      |      |       |       |       |       |       |      |       |       | 01     | NC (15°) |  |

↑1  O N179 foi utilizado nos GPs: África do Sul, Oeste dos Estados Unidos e Mônaco por Daly; nos GPs: França, Grã-Bretanha, Alemanha, Áustria e Holanda por Gaillard e nos GPs: Itália, Candá e Estados Unidos por Surer.